# ارسلان پورارسلان
ارسلان پورارسلان (زاده ۱۳۱۱ قزوین) نظامی ایرانی است، که از ۱۳۵۸ تا ۱۳۵۹ به‌عنوان هفتمین فرمانده پدافند هوایی ارتش فعالیت می‌کرد.
وی در سال ۱۳۳۱ وارد دانشکده افسری نیروی زمینی ارتش شد و از سال ۱۳۳۴ با درجه ستوان‌دومی، فعالیت رسمی در ارتش شاهنشاهی ایران را آغاز کرد. او در سال ۱۳۴۷ به نیروی هوایی شاهنشاهی ایران منتقل شد و در سال ۱۳۴۸ دوره سیستم اورلیکن را در سوئیس و دوره موشک هاگ را در ایالات متحده آمریکا گذراند. وی از سال ۱۳۴۹ تا ۱۳۵۲ معاونت جنگ‌افزارهای پدافند زمین به هوای غرب کشور را برعهده داشت. پورارسلان از ۱۳۵۶ تا ۱۳۵۷ فرمانده گروه پدافند هوایی دزفول بود و از ۱۳۵۷ تا ۱۳۵۸ جانشینی فرمانده پدافند هوایی ارتش را برعهده داشت.